# ブリキのおもちゃ博物館
ブリキのおもちゃ博物館（ブリキのおもちゃはくぶつかん）は、神奈川県横浜市中区山手町にある博物館である。1986年に開館。株式会社トーイズにより運営されている。館長は北原照久。北原によりコレクションされた、1890年代から1960年代製造の玩具約3千点が展示されている。

## 交通アクセス
- JR根岸線「石川町駅」南口から徒歩15分。
- 横浜高速鉄道みなとみらい線「元町・中華街駅」6番出口より徒歩5分。